# مونيكا هوفمان
مونيكا هوفمان (بالمجرية: Hoffmann Mónika)‏ هي مغنية وملحنة مجرية، ولدت في 11 مارس 1982 في مالمو في السويد.

## وصلات خارجية
- مونيكا هوفمان على موقع ميوزك برينز (الإنجليزية)
- مونيكا هوفمان على موقع ديسكوغز (الإنجليزية)